# Totatiche, Jalisco
Totatiche är en kommun i Mexiko.   Den ligger i delstaten Jalisco, i den centrala delen av landet, 500 km nordväst om huvudstaden Mexico City. Antalet invånare är 4 217.
Följande samhällen finns i Totatiche:
- Temastián
- La Mezquitera
- Santa Rita
- Agua Zarca
- Cartagena